# Chamahalli, Heggadadevankote
Chamahalli là một làng thuộc tehsil Heggadadevankote, huyện Mysore, bang Karnataka, Ấn Độ.